# Ettore Caffaratti
Ettore Caffaratti (Pinerolo, 12 maggio 1886 – Milano, 8 gennaio 1969) è stato un generale e cavaliere italiano, plurivincitore di medaglie ai Giochi olimpici di Anversa 1920:
nel concorso completo individuale e con la squadra italiana (insieme a Giulio Cacciandra e Garibaldi Spighi), sempre montando Caniche
e di una medaglia di bronzo, montando il cavallo Traditore, con la squadra del salto ostacoli a squadre (insieme a Giulio Cacciandra, Alessandro Alvisi e Carlo Asinari).
Fu anche un alto ufficiale del Regio Esercito partecipando alla prima e alla seconda guerra mondiale al comando di unità di fanteria. Fu inoltre, tra le due guerre insegnante e comandante in seconda della scuola di applicazione dell'arma di cavalleria nella sua Pinerolo.

## Palmarès
| Anno | Manifestazione  | Sede    | Evento                        | Risultato |
| ---- | --------------- | ------- | ----------------------------- | --------- |
| 1920 | Giochi olimpici | Anversa | Concorso completo a squadre   | Argento   |
| 1920 | Giochi olimpici | Anversa | Concorso completo individuale | Bronzo    |
| 1920 | Giochi olimpici | Anversa | Salto ostacoli a squadre      | Bronzo    |

## Biografia e carriera militare
Ettore Caffaratti nacque a Pinerolo, frazione Abbadia Alpina, nel 1886.
Arruolatosi nel Regio Esercito nel settembre 1905 entrò come allievo nell'Accademia militare di Modena, da cui uscì con il grado di sottotenente, assegnato all'arma di cavalleria, il 14 settembre 1906, assegnato al 19º reggimento di cavalleggeri Guide. Come tenente (anzianità 14 settembre 1909) fu col reggimento cavalleggeri di Aquila. Tornato con Guide, dal 7 dicembre 1911 fu distaccato quale istruttore alla scuola di applicazione di cavalleria a Pinerolo, venendo promosso capitano il 31 dicembre 1914, passando poi ai lancieri di Novara.
Con lo scoppio dell grande guerra, Caffaratti passò nell'arma di fanteria, corpo degli alpini, per sue alte qualità sportive come sciatore, venendo incorporato nel 5º reggimento alpini e conseguendo, per le sue brillanti azioni, il grado di maggiore (anzianità 1º giugno 1917), venendo anche decorato con la croce di guerra al valor militare.
A Caffaratti il 24 febbraio 1918 fu specificatamente affidata la costituzione del battaglione alpini sciatori Monte Ortel, composto dalle compagnie sciatori prima, terza e nona, ottenendo grandi successi sul Monte Mantello e San Matteo il 13 agosto 1918. Caffaratti lasciò il battaglione il 7 ottobre 1918, alla viglilia dell'offensiva che portò alla Vittoria.
Nel dopoguerra, permanendo nel 5º alpini, nel 1920 partecipò alle Olimpiadi di Anversa vincendo i concorsi ippici completi individuale e a squadre e a ostacoli (bronzo, argento e bronzo) con i suoi purosangue Caniche e Traditore ed al rientro in Italia, fu ammesso alla frequenza della scuola di guerra di Torino dal 13 dicembre 1920.
Passato al 90º reggimento fanteria, Brigata Salerno e promosso tenente colonnello nel gennaio 1928, dal 16 settembre seguente passò ai reggimenti cavalleggeri Vittorio Emanuele II prima e Piemonte Reale cavalleria poi, rientrando formalmente nell'arma di cavalleria. Dal 20 aprile 1929, per le sue qualità olimpiche di cavaliere ritornò alla scuola di applicazione di Pinerolo, permanendovi quale istruttore sino al 4 settembre 1932 e fu incaricato poi nel comando in seconda della scuola stessa.
Dal 20 ottobre 1935 fu incaricato dal comando del reggimento cavalleggeri Vittorio Emanuele II, divenendo poi titolare con il grado di colonnello (anzianità 1º gennaio 1936).
Dal 15 ottobre 1937 fu nominato ancora comandante in seconda della scuola di applicazione di cavalleria di Pinerolo. Promosso generale di Brigata il 1º luglio 1939, transitò fuori quadro.
Dal 1º settembre 1939 passò prima al comando del III corpo d'armata di Milano, per incarichi speciali, poi al comando della difesa territoriale della stessa città, dove risiedeva ormai con la famiglia.
Essendo un grande uomo d'azione e prossima la guerra per l'Italia, Caffaratti fu prescelto dallo stato maggiore quale comandante di grande unità in Abissinia, che raggiunse il 6 giugno 1940, assumendo il comando della 22ª divisione coloniale nella zona centrale - meridionale dello scacchiere. Impegnato dall'offensiva inglese proveniente dal Sudan dal gennaio 1941, fu catturato il 30 aprile 1941 e tradotto in India, dove rimase sino al 1945, per ben quattro anni.
Transitato nella riserva dal 30 giugno 1943, fu poi congedato e si stabilì in pensione, definitivamente a Milano, dove si spense nel 1969, a 82 anni.